# Базарово
База́рово (рос. Базарово) — присілок у складі Дмитровського міського округу Московської області, Росія.

## Населення
Населення — 104 особи (2010; 66 у 2002).
Національний склад (станом на 2002 рік):
- росіяни — 95 %